# Persepolis (film)
Persepolis je francouzsko-americký kreslený film íránské režisérky Marjane Satrapi a francouzského režiséra Vincenta Parronauda z roku 2007, natočený na motivy stejnojmenného autobiografického komiksu Marjane Satrapi, v němž popisuje svůj život v Íránu a v Rakousku, včetně událostí a epoch jako svržení posledního šáha Muhammada Rezy Pahlavího (Íránská islámská revoluce), nástupu islámské teokratické diktatury, začátku Irácko-íránské války či situace na přelomu 80. a 90. let. Film byl úspěšný u diváků i kritiků – získal mimo jiné Cenu poroty na Filmovém festivalu v Cannes roku 2007. Na úspěchu se podílela i hudba různých autorů. Většina filmu je černobílá.

## Děj
Děj začíná v na pařížském letišti Orly. Marjane tam přichází připomenout si svůj přílet z Íránu. Usedá na lavičku v letištní hale, kde se ponoří do vzpomínek, v nichž bude celý film ubíhat. Začínají v Teheránu roku 1979, během Íránské islámské revoluce. Režim šáha Muhammada Rezy Pahlavího uvěznil množství jeho odpůrců, včetně Marjanina strýce z otcovy strany, její rodina to tedy vítá a připojuje s k protestům. Malá Marjane je revolucí nadšená a nesmírně obdivuje svého z vězení propuštěného strýce. Po nadšení však přichází deziluze – přichází islámská krutovláda, Marjanin strýc je opět uvězněn, tisíce disidentů jsou popraveny, jsou zavedeny přísné islámské zákony, které přesně nařizují styl oblékání (závoj) či přísně zakazují nemanželský sex, konzumaci alkoholu či západní hudbu. Školu ovládá islámská propaganda. Marjane má v režimu problémy – pohádá se se svojí učitelkou náboženství kvůli lžím, které tvrdí o současné vládě, načerno shání západní hudbu, za svoje oblečení (bunda s vlastnoručním pravopisně chybným nápisem „Punk is not ded“, odznak s obrázkem Michaela Jacksona) je málem odvedena mravnostní policií, její rodina je zastavena při jízdě autem a prohledá jejich byt. Navíc zuří irácko-íránská válka, a tak Marjanini rodiče se rozhodnou, že musí z Íránu pryč. Odlétá do Rakouska, kde má bydlet v bytě u známých jejich rodičů. Ten však musí „z důvodu nedostatečné kapacity“ opustit a stěhuje se do domova, který spravují jeptišky. Začíná pozvolna rozumět německy, do země dorazila s nulovou znalostí tohoto jazyka. Nachází si první rakouské přátele, spolek výstředních odpadlíků, se kterými bere drogy. Pohádá se s jeptiškami, které spravují její ubytovnu, a opět se stěhuje, tentokrát do podnájmu k podivnínské učitelce filosofie v důchodu. Nachází si nové přátele – partu „anarchistů“, s nimiž jezdí na výlety do lesů. Navazuje první milostný vztah – Fernarda. Ten ji však oznámí, že je homosexuál a ona ho v tom měla utvrdit. Brzy má nového přítele – Marcuse, s kterým se rozejde poté, co ho in flagranti nachytá s jinou dívkou. Když ji bláznivá majitelka domu, v němž bydlí, obviní z krádeže brože, ve vzteku odchází z jejího domu. Rychle střídá bydlení – bydlí například s homosexuály a nakonec skončí na ulici. Hluboko podchlazenou ji převezou do nemocnice. Marjane telefonuje rodičům a dohodne se s nimi, že se vrátí do Íránu. Tam už skončila válka, země je poškozená, režim jen mírně povolil oproti svému začátku. Marjane se znovu setkává s rodiči, babičkou, starými přáteli. Znovu studuje a znovu má spory s vyučujícími. Několikrát ji na ulici zadrží strážci morálky. Vdává se, ale po roce zjišťuje, že byl sňatek omyl a rozvádí se. Zúčastní se večírku u své přítelkyně, kam vtrhne mravnostní policie. Dívky ukrývají alkohol a chlapci, kteří s nimi byli, se utíkají schovat do podkroví, protože společný večírek obou pohlaví by byl pro mravnostní policisty nepřijatelný. Chlapci jsou však nalezeni a při útěku přes střechy se při pádu zabije jeden z Marjaniných přátel. Marjane znovu odchází ze země a její rodiče ji přikazují, aby se už nevrátila – Írán není místo pro ni. Naposledy vidí svoji babičku. Odlétá do Francie, kde příběh končí.